# Công tác xã hội
Công tác xã hội là nghề thực hành và là một lĩnh vực học thuật hoạt động chuyên môn nhằm trợ giúp các cá nhân, nhóm, cộng đồng phục hồi hay tăng cường chức năng xã hội góp phần đảm bảo nền an sinh xã hội. Được thực hiện theo những nguyên tắc và được vận hành trên cơ sở văn hóa truyền thống của dân tộc nhằm giải quyết các nan đề trong cuộc sống của họ.
Một chuyên viên thực hành công tác xã hội được gọi là một cán bộ /nhân viên công tác xã hội. Ví dụ về những lĩnh vực mà một nhân viên xã hội có thể hoạt động là: cứu đói, kỹ năng sống, kỹ năng xã hội, phát triển cộng đồng, phát triển nông thôn, điều chỉnh mức độ đô thị hóa, pháp y, chỉnh đốn, pháp luật, quan hệ lao động, hòa nhập xã hội, bảo vệ trẻ em, bảo vệ người cao tuổi, các quyền của phụ nữ, quyền con người, quản lý người  bị xã hội chối bỏ, cai nghiện, phục hồi chức năng, phát triển đạo đức, hòa giải văn hoá, quản lý thiên tai, sức khỏe tâm thần, trị liệu hành vi và khuyết tật.
Nghề Công tác xã hội thúc đẩy sự thay đổi xã hội, giải quyết vấn đề trong mối quan hệ của con người, tăng năng lực và giải phóng cho người dân nhằm giúp cho cuộc sống của họ ngày càng thoải mái, dễ chịu. Vận dụng các lý thuyết về hành vi con người và hệ thống xã hội, Công tác xã hội tương tác vào những điểm giữa con người với môi trường của họ. Nhân quyền và Công bằng xã hội là các nguyên tắc căn bản của nghề".

## Đặc điểm

### Thúc đẩy chuyển biến xã hội
Công tác xã hội là một nghề chuyên hỗ trợ, giúp đỡ những nhóm yếu thế trong xã hội, đó là những cá nhân, nhóm hay cộng đồng gặp khó khăn hoặc những người bị đẩy ra ngoài xã hội (người nghèo, người khuyết tật, trẻ em có hoàn cảnh đặc biệt, phụ nữ, người già...). Sứ mạng của ngành công tác xã hội là nỗ lực hành động nhằm giảm thiểu: 
- Những rào cản trong xã hội
- Sự bất công.
- Và sự bất bình đẳng xã hội và bất bình đẳng kinh tế.

### Giải quyết vấn đề
Tiến trình công tác xã hội tập trung vào việc: Phát hiện những mối quan tâm của con người (ví dụ như việc làm, thu nhập, tâm lý-tình cảm...); Xác định các nhu cầu của con người (ví dụ nhu cầu về ăn, ở, mặc hoặc an toàn, vui chơi, giải trí...); Xác định các nguồn lực bên trong và bên ngoài của con người (Nguồn lực bên trong: sức khỏe, mong muốn vượt qua hoàn cảnh khó khăn, trí tuệ, kỹ năng hoặc những tiềm năng khác; nguồn lực bên ngoài: sự hỗ trợ của chính quyền, các tổ chức, đất đai...); Trên cơ sở đó xây dựng kế hoạch và mục tiêu để đáp ứng các nhu cầu đó.
Công tác xã hội nhằm vào những vấn đề thiết yếu trong cuộc sống hàng ngày của con người, đó là an sinh xã hội hay phúc lợi xã hội, đồng thời hỗ trợ con người giải quyết vấn đề đời sống cụ thể của họ nhằm đem lại sự ổn định, hạnh phúc cho mọi người và phát triển cộng đồng

### Con người và môi trường
Nghề công tác xã hội luôn quan tâm tới môi trường sống của những người được giúp đỡ. Môi trường sống bao gồm: môi trường tự nhiên, gia đình, bạn bè, họ hàng, hàng xóm, nhà trường, cơ quan và đồng nghiệp, chính quyền địa phương và hệ thống luật pháp...)

### Tăng cường năng lực
Là một tiến trình nhân viên xã hội sử dụng những kiến thức, kỹ năng và phương pháp giúp thân chủ xác định vấn đề mà họ đang gặp phải và những nguồn lực cần thiết để giải quyết vấn đề giúp họ phát triển. Nhân viên công tác xã hội không giải quyết vấn đề cho họ mà giúp họ tự nhận ra vấn đề và tăng cường khả năng nhìn nhận, tự giải quyết vấn đề của mình.

## Chức năng cơ bản của nghề Công tác xã hội
Nghề công tác xã hội có 4 chức năng chức năng chữa trị, chức năng phòng ngừa, chức năng phục hồi và chức năng phát triển.

### Chức năng phòng ngừa
Công tác xã hội ngoài việc giải quyết các vấn đề xã hội thì việc ngăn ngừa những vấn đề mới phát sinh cũng là nhiệm vụ rất quan trọng. Đề làm được việc này công tác nghiên cứu và dự báo xu hướng vận động của xã hội cần được làm tốt, tiếp theo là vận động, tư vấn để chính quyền có những chính sách phù hợp đê ngăn ngừa sự phát sinh các vấn đề xã hội.

### Chức năng chữa trị
Đối với các vấn đề xã hội đang tồn tại thì nhiệm vụ của ngành Công tác xã hội là góp phần giải quyết các vấn đề đó thông qua việc cung cấp các dịch vụ xã hội như: chăm sóc sức khoẻ, cải thiện tình hình kinh tế & việc làm, hạ tầng cơ sở, nước sạch vệ sinh môi trường, hỗ trợ tâm lý tình cảm...

### Chức năng phục hồi
Có những người hoặc nhóm người khi gặp vấn đề thì có những tổn thương về mặt thể chất cũng như tâm lý. Do vậy họ cần được giúp đỡ để vượt qua và hoà nhập với xã hội. Ví dụ như một người bị tai nạn dẫn tới khuyết tật về vận động. Họ cần giúp đỡ để phục hồi khả năng vận động và vượt qua tâm lý để tự tin hơn trong cuộc sống.

### Chức năng phát triển
Là việc hỗ trợ để cho người gặp khó khăn có thể phát huy được những khả năng của bản thân vượt qua khó khăn để vươn lên tự lập trong cuộc sống

## Các phương pháp của ngành Công tác xã hội
Bao gồm 2 nhóm phương pháp:
- Nhóm phương pháp thực hành
- Công tác xã hội với cá nhân và gia đình
- Công tác xã hội với nhóm
- Phát triển cộng đồng

- Nhóm phương pháp lý thuyết
- Quản trị Công tác xã hội
- Nghiên cứu trong Công tác xã hội